# Pergalumna heroica
Pergalumna heroica är en kvalsterart som först beskrevs av Rainer Willmann 1931.  Pergalumna heroica ingår i släktet Pergalumna och familjen Galumnidae. Inga underarter finns listade i Catalogue of Life.